# Gail Fisher
Gail Fisher (Orange, 18 de agosto de 1935 - Culver City, 2 de dezembro de 2000) foi uma atriz estadunidense. Ela era mais conhecida por interpretar o papel da secretária Peggy Fair na série de televisão Mannix, de 1968 a 1975, personagem pelo qual ela ganhou dois Globos de Ouro e um Emmy; ela foi a primeira mulher negra a ganhar um dos prêmios. Ela também ganhou um NAACP Image Awards em 1969.

## Filmografia
| Ano       | Título                     | Personagem                   | Nota(s) |
| --------- | -------------------------- | ---------------------------- | --- |
| 1959      | The Play of the Week       | Joyce Lane                   | episódio: "Simply Heavenly" |
| 1960      | The Play of the Week       | —                            | episódio: "Climate of Eden" |
| 1960      | The New Girl in the Office | "The New Girl in the Office" | Curta-metragem patrocinado pelo governo sobre integração racial no local de trabalho |
| 1962      | The Defenders              | The Singer                   | episódio: "Grandma TNT" |
| 1963      | The Doctors                | Diane                        | 5 episódios |
| 1967      | He & She                   | Helen                        | episódio: "One of Our Firemen is Missing" |
| 1967      | The Second Hundred Years   | Young Matron                 | episódio: "Luke's First Christmas" |
| 1968      | My Three Sons              | Carla                        | episódio: "Gossip, Incorporated" |
| 1968–1975 | Mannix                     | Peggy Fair                   | Globo de Ouro de melhor atriz em série dramática Globo de Ouro de melhor atriz coadjuvante em televisão Emmy do Primetime de melhor atriz coadjuvante em série dramática Indicada—Globo de Ouro de melhor atriz coadjuvante em televisão (1972, 1974) Indicada—Emmy do Primetime de melhor atriz coadjuvante em série dramática (1971–1973) |
| 1969      | Love, American Style       | Mercy                        | episódio: "Love and the Hustler" |
| 1970      | Insight                    | Mrs. Carter                  | episódio: "The Incident on Danker Street" |
| 1971      | Room 222                   | Diana Brown                  | episódio: "Welcome Back, Miss Brown" |
| 1971      | Love, American Style       | Penny                        | episódio: "Love and the Baby" |
| 1972      | Every Man Need One         | Pauline Kramer               | Telefilme |
| 1975      | Medical Center             | Bonnie Horne                 | episódio: "Street Girl" |
| 1979      | Fantasy Island             | Dr. Frantz                   | episódio: "Hit Man/The Swimmer" |
| 1982      | General Hospital           | Judge Heller                 | 5 episódios |
| 1983      | Knight Rider               | Thelma                       | episódio: "Short Notice" |
| 1985      | Hotel                      | Fran Willis                  | episódio: "Hearts and Minds" |
| 1986      | He's the Mayor             | Lila                         | episódio: "Take My Father Please" |
| 1987      | Mankillers                 | Joan Hanson                  | Telefilme |
| 1990      | Donor                      | Secretary                    | Telefilme |